# ウジュン・クロン国立公園
ウジュン・クロン国立公園（ウジュン・クロンこくりつこうえん）はインドネシアにある国立公園の一つ。1991年、クラカタウ諸島自然保護区とともにユネスコの世界遺産（自然遺産）に登録された。

## 概要
ウジュン・クロン国立公園はインドネシア初の国立公園であり、ジャワ島の南西部のバンテン州のウジュン・クロン半島と沖合のクラカタウの島々からなる。気候としては、低地熱帯雨林帯に属し、熱帯植物が生い茂っている。他には草地、海岸林、マングローブ、サンゴ礁なども見られる。公園内には100台近くのカメラが設置されている。
また、開発の進むジャワ島において貴重な生物の棲息地帯でもある。絶滅が危惧されているジャワサイやバンテン（野生のウシ類）、カニクイザル、インドクジャク、ヒョウ、ドール、ベンガルヤマネコ、スナドリネコ、ジャワマングース、ワウワウテナガザル、ジャワルトン、シルバールトン、ジャワリーフモンキー、数種のジャコウネコ、2種のニシキヘビ、2種のワニ（マレーガビアルとイリエワニ）、そしてカエルとヒキガエルなどの生息地である。
しかし、ウジュン・クロン国立公園は活火山であるクラカタウ山の危険区域に位置する。インドネシア政府は同公園からジャワサイを移動させるため、ジャワ島とスマトラ島の他の地域の調査を進めている。

## 登録基準
この世界遺産は世界遺産登録基準のうち、以下の条件を満たし、登録された（以下の基準は世界遺産センター公表の登録基準からの翻訳、引用である）。
- (7) ひときわすぐれた自然美及び美的な重要性をもつ最高の自然現象または地域を含むもの。
- (10) 生物多様性の本来的保全にとって、もっとも重要かつ意義深い自然生息地を含んでいるもの。これには科学上または保全上の観点から、すぐれて普遍的価値を持つ絶滅の恐れのある種の生息地などが含まれる。